# Butia leptospatha
Butia leptospatha är en enhjärtbladig växtart som först beskrevs av Karl Ewald Maximilian Burret, och fick sitt nu gällande namn av Larry Ronald Noblick. Butia leptospatha ingår i släktet Butia och familjen Arecaceae. Inga underarter finns listade i Catalogue of Life.